# Botilsäters socken
Botilsäters socken i Värmland ingick i Näs härad, ingår sedan 1971 i Säffle kommun och motsvarar från 2016 Botilsäters distrikt.
Socknens areal är 79,04 kvadratkilometer varav 78,96 land. År 2000 fanns här 410 invånare. Sockenkyrkan Botilsäters kyrka ligger i socknen.   

## Administrativ historik
Socknen har medeltida ursprung.
Vid kommunreformen 1862 övergick socknens ansvar för de kyrkliga frågorna till Botilsäters församling och för de borgerliga frågorna bildades Botilsäters landskommun. Landskommunen uppgick 1952 i Värmlandsnäs landskommun som 1971 uppgick i Säffle kommun. Församlingen uppgick 2010 i Södra Värmlandsnäs församling.
1 januari 2016 inrättades distriktet Botilsäter, med samma omfattning som församlingen hade 1999/2000.  
Socknen har tillhört län, fögderier, tingslag och domsagor enligt vad som beskrivs i artikeln Näs härad. De indelta soldaterna tillhörde Värmlands regemente, Näs kompani.

## Geografi
Botilsäters socken ligger tvärs över mellersta delen av Värmlandsnäs med Vänern i både öster och väster. Socknen är ett flackt slättland.
Gårdarna Herrestad, Råglanda, Järnerud och Torserud ligger i socknen.

## Fornlämningar
Hällkistor finns här och från bronsåldern finns spridda gravrösen. Från järnåldern finns tre mindre gravfält, en storhög samt fyra fornborgar. Vid Annebergs gård finns rester av en glashytta.

## Namnet
Namnet skrevs 1423 Bydhilssæter och kommer troligen från en by nära kyrkan. Efterleden är säter, 'utmarksäng'. Förleden innehåller  bödel, vilken senare har omtolkats till kvinnonamnet Botild.

## Befolkningsutveckling
| Befolkningsutvecklingen i Botilsäters socken 1750–1990                                                   | Befolkningsutvecklingen i Botilsäters socken 1750–1990 | Befolkningsutvecklingen i Botilsäters socken 1750–1990 | Befolkningsutvecklingen i Botilsäters socken 1750–1990 | Befolkningsutvecklingen i Botilsäters socken 1750–1990 |
| --- | ------------------------------------------------------ | ------------------------------------------------------ | ------------------------------------------------------ | ------------------------------------------------------ |
| |                                                        |                                                        |                                                        |                                                        |
| År |                                                        |                                                        | Folkmängd                                              |                                                        |
| 1750 | 1750                                                   |                                                        | 741                                                    |                                                        |
| 1760 | 1760                                                   |                                                        | 706                                                    |                                                        |
| 1769 | 1769                                                   |                                                        | 815                                                    |                                                        |
| 1780 | 1780                                                   |                                                        | 809                                                    |                                                        |
| 1790 | 1790                                                   |                                                        | 921                                                    |                                                        |
| 1800 | 1800                                                   |                                                        | 841                                                    |                                                        |
| 1810 | 1810                                                   |                                                        | 872                                                    |                                                        |
| 1820 | 1820                                                   |                                                        | 990                                                    |                                                        |
| 1830 | 1830                                                   |                                                        | 964                                                    |                                                        |
| 1840 | 1840                                                   |                                                        | 1 066                                                  |                                                        |
| 1850 | 1850                                                   |                                                        | 1 258                                                  |                                                        |
| 1860 | 1860                                                   |                                                        | 1 340                                                  |                                                        |
| 1870 | 1870                                                   |                                                        | 1 332                                                  |                                                        |
| 1880 | 1880                                                   |                                                        | 1 367                                                  |                                                        |
| 1890 | 1890                                                   |                                                        | 1 160                                                  |                                                        |
| 1900 | 1900                                                   |                                                        | 969                                                    |                                                        |
| 1910 | 1910                                                   |                                                        | 870                                                    |                                                        |
| 1920 | 1920                                                   |                                                        | 810                                                    |                                                        |
| 1930 | 1930                                                   |                                                        | 753                                                    |                                                        |
| 1940 | 1940                                                   |                                                        | 717                                                    |                                                        |
| 1950 | 1950                                                   |                                                        | 607                                                    |                                                        |
| 1960 | 1960                                                   |                                                        | 554                                                    |                                                        |
| 1970 | 1970                                                   |                                                        | 448                                                    |                                                        |
| 1980 | 1980                                                   |                                                        | 419                                                    |                                                        |
| 1990 | 1990                                                   |                                                        | 421                                                    |                                                        |
| Anm: Källor: Umeå universitet - Tabellverket 1749-1859, Demografiska databasen, CEDAR, Umeå universitet. |                                                        |                                                        |                                                        |                                                        |